# 布如里氏潰瘍
布如里氏潰瘍（Buruli ulcer），又稱為班茲達潰瘍（Bairnsdale ulcer）、塞爾氏潰瘍（Searl's ulcer）、丹特里潰瘍（Daintree ulcer），為一種由潰瘍分枝桿菌造成的傳染性疾病。感染早期以無痛性結節或局部水腫為特徵。結節會發展成潰瘍，而潰瘍內部可能比皮膚表面來的大，且周圍會水腫。當疾病惡化時，骨頭可能會受侵犯。布如里氏潰瘍通常在手臂及腿，但發燒症狀並不常見。
潰瘍分枝桿菌會釋放環內脂類毒素（mycolactone），可造成免疫功能下降，並導致組織壞死。分枝桿菌科中的結核桿菌及痲瘋桿菌分別會造成結核病及痲瘋。布如里氏潰瘍如何傳播仍未知，而水源可能為傳染途徑。截至2013年為止尚無有效疫苗。
若早期治療，連續8周抗生素的療程約可達約80%的成果，而通常包含利福平和鏈黴素（克拉黴素或莫西沙星有時可取代streptomycin）；其他治療方法則為切除潰瘍病灶處。感染癒合後，病灶處通常有疤痕。
布如里氏潰瘍最常發生在撒哈拉以南非洲的農村，尤其是象牙海岸，但在亞洲、西太平洋地區以及美洲也可能發生。全世界超過32個國家曾有此疾病的報告。每年約5000至6000的案例數發生，另外也可能發生在其他種類的動物身上。Albert Ruskin Cook於1897年首次描述此疾病。